# Adrian Schvarzstein
Adrian Schvarzstein, né le 31 octobre 1967 à Buenos Aires est un metteur en scène et comédien argentin.

## Biographie
Né en 1967 à Buenos Aires, Adrian Schvarzstein obtient la nationalité espagnole et réside à Barcelone. Il étudie le théâtre en Italie (notamment la Commedia dell'arte avec Antonio Fava) et le mime en France.
Il fait de l'opéra avec Dario Fo, de la danse avec Pina Bausch.

## Œuvres

### Mises en scène
- 2013 : Don Quijote de la Mancha à la biennale du Fort de Bron[3].